# Babett
A Babett név a  Barbara, Berta, és Elisabeth (magyarul Erzsébet) francia becenevéből önállósult.

## Rokon nevek
Babetta, Betta, Betti

## Gyakorisága
Az újszülöttek körében az 1990-es években ritka név volt. A 2000-es és a 2010-es években sem szerepelt a 100 leggyakrabban adott női név között.
A teljes népességre vonatkozóan a Babett sem a 2000-es, sem a 2010-es években nem szerepelt a 100 leggyakrabban viselt női név között.

## Névnapok
- július 4.[2]

## Híres Babettek
- Köllő Babett, színésznő